# Суптропска клима
Суптропска клима је клима која се формира у суптропским ширинама између 25 и 40° сгш и јгш. Одликују је топла, сува и дуга лета, са просечним температурама од 27 °C и кратке, благе и влажне зиме, са температуром до 10 °C. У оквиру суптропске климе издваја се неколико типова: средоземна клима, клима вантропских пустиња и клима суптропских монсуна. Обухвата суптропске појасеве Јужне и Северне Америке, Европе, Африке, Азије и Аустралије.

## Типови климе
- Влажна суптропска клима
- Средоземна клима